# Stictoptera ferriferella
Stictoptera ferriferella là một loài bướm đêm trong họ Noctuidae.